# Morgan Brittany
Pour les articles homonymes, voir Brittany.
Morgan Brittany  (née Suzanne Cupito) est une actrice américaine, née le 5 décembre 1951 à Los Angeles en Californie.

## Filmographie

### Cinéma
- 1962 : Gypsy, Vénus de Broadway (Gypsy) : Baby June
- 1963 : Les Oiseaux (The Birds) : Une brunette à un anniversaire
- 1964 : La diligence partira à l'aube (Stage to Thunder Rock) : Sandy Swope
- 1968 : Les Tiens, les Miens, le Nôtre (Yours, Mine and Yours) : Louise Beardsley
- 1976 : Gable and Lombard : Vivien Leigh
- 1983 : The Prodigal : Sheila Holt-Browning
- 1989 : Sundown : Sarah
- 1995 : Riders in the Storm : Rita
- 1997 : Legend of the Spirit Dog : Elizabeth
- 1998 : The Protector : Sloane Matthews
- 2002 : The Biggest Fan : la mère de Charlotte
- 2006 : Mother and Daughters : Abbey
- 2007 : Americanizing Shelley : Georgina

### Télévision
- 1960 : Playhouse 90 (série télévisée) : Une petite fille
- 1960 : Remous (série télévisée) : Cindy
- 1960 et 1963-1964 : La Quatrième Dimension (The Twilight Zone) (série télévisée) : Une petite fille / Une fille / Susan
- 1961 : La Loi des armes (film, 1956) (Gunslinger) (série télévisée) : Sally Gannet
- 1961 : Thriller (série télévisée) : Doris Carlisle
- 1962 : The Détectives (série télévisée) : Leslie
- 1962, 1965 et 1967 : My Three Sons (série télévisée) : Jeannie Hill / Audrey / Melinda
- 1963 : Rawhide (série télévisée) : Nuit d'hiver
- 1963 : Gunsmoke (série télévisée) : Jessica
- 1964 : Daniel Boone (série télévisée) : Naomi Fluellen
- 1964 : Au-delà du réel série télé:Saison 2 , épisode 11 Les héritiers(The Outer Limits season 2 episode 11 The inheritors :Minerva Gordon
- 1964 : The Tycoon (série télévisée) : Nellie Adams
- 1965 : Lassie (série télévisée) : Mattie Dawes
- 1965 : L'Homme à la Rolls (Burke's Law) (série télévisée) : Lolita
- 1965 : Docteur Kildare (série télévisée): Harriet Kirsh
- 1966 : Le Proscrit (Branded) (série télévisée) : Kellie
- 1966 : Meet Me in St. Louis (Téléfilm) : Agnes
- 1968 : Land's End (Téléfilm) : Jeannie Crawford
- 1976 : Sur la piste des Cheyennes (The Quest) (série télévisée) : Annabelle
- 1977 : The Amazing Howard Hughes (Téléfilm) : Ella Hughes
- 1977 : Delta County, U.S.A. (Téléfilm) : Doris Ann
- 1978 : The Initiation of Sarah (téléfilm) : Patty Goodwin
- 1979 : California Fever (série télévisée) : Connie
- 1979 : Autoroute pour la mort (Death Car on Freeway) (Téléfilm) : Becky Lyons
- 1979 : The Fantastic Seven (Téléfilm) : Elena Sweet
- 1979 : Samurai (Téléfilm) : Cathy Berman
- 1980 : Shérif, fais-moi peur (The Dukes of Hazzard) (série télévisée) (saison 3, épisode 4 "Epouvante à la carte") : Mary Lou Pringle
- 1980 : Buck Rogers (série télévisée) : Raylyn Merritt
- 1980 : The Scarlett O'Hara War (Téléfilm) : Vivien Leigh
- 1980 : The Dream Merchants (Téléfilm) : Astrid James
- 1980 : When the Whistle Blows (Téléfilm) : Helen
- 1981 et 1983 : L'île fantastique (Fantasy Island) (série télévisée) : Tessa Brody / Gina
- 1981-1986 : La croisière s'amuse (The Love Boat) (série télévisée) : Liz / Mikki Rafferty / Karen Stevens / Stacey McNamara / Katherine Wilde
- 1981-1987 : Dallas (série télévisée) : Katherine Wentworth
- 1982 : The Wild Women of Chastity Gulch (téléfilm) : Lannie
- 1983 : The Prodigal (téléfilm) : Sheila Holt-Browning
- 1983 : L'Homme qui tombe à pic (The Fall Guy) (série télévisée) : Rita Garrick
- 1984-1985 : Glitter (série télévisée) : Kate Simpson
- 1984-1986 : Hôtel (série télévisée) : Marila Collins / Sarah Oliver / Rena Payne
- 1985 et 1990 : Arabesque (Murder she Wrote) (série télévisée) : Tiffany Harrow / Candy Ashcroft
- 1986 : Le Magicien (The Wizard) (série télévisée) : Whitney Ross
- 1987 : LBJ: The Early Years (Téléfilm) : Alice Glass
- 1987 : Perry Mason - L'affaire des feuilles à scandale (Perry Mason: The Case of the Scandalous Scoundrel) (Téléfilm) : Marianne Clayman
- 1989 : La Loi de Los Angeles (L.A. Law) (série télévisée) : Tamara Jacobs
- 1989 : Cher John (Dear John) (série télévisée) : Liz
- 1989 : Mariés, deux enfants (Married with Children) (série télévisée) : Marilyn Beamis
- 1989 : The Saint: The Big Bang (téléfilm) : Verity
- 1990 : Un privé nommé Stryker (B.L. Stryker) (série télévisée) : Donna Whitehall
- 1992 et 1997 : Les Dessous de Palm Beach (Silk Stalkings) (série télévisée) : Carol Patrick / Beverly Drake
- 1994 : Une nounou d'enfer (The Nanny) (série télévisée) : Judy Silverman
- 1994 : L'Homme à la Rolls (Burke's Law) (série télévisée) : Laura Gardner
- 1994 : Melrose Place (série télévisée) : Mackenzie Hart
- 2000 : Sabrina, l'apprentie sorcière (Sabrina, the Teenae Witch) (série télévisée) : Mme Scott
- 2001 et 2004 : Doc (série télévisée) : Dr Gwen Hall
- 2002 : V.I.P. (série télévisée) : Jeweller
- 2002 : Son of the Beach (série télévisée) : Marcia Clark